# Leptogaster subtilis
Leptogaster subtilis là một loài ruồi trong họ Asilidae. Leptogaster subtilis được Loew miêu tả năm 1847.